# ミロトヴォレツ
ミロトヴォレツ（ウクライナ語: Миротворець /mɪrɔ'tvɔrɛt͡sʲ/、「調停者」の意味）は、ウクライナのキーウを拠点とするNGOとそのウェブサイトである。ミロトヴォレツは、同NGOが「ウクライナの敵」と見なす人々、すなわち同サイトで謳っているように、「その行動にウクライナの国家安全保障、平和、人間の安全保障、および国際法に対する犯罪の兆候がある」とする人々のリストや、場合によっては個人情報を公開している。同サイトは、ウクライナの政治家で活動家のジョージ・トゥカによって2014年12月に立ち上げられた。このサイトは、国連、G7大使、EU、人権団体から閉鎖の要請が繰り返されているにもかかわらず、運営は続いており、公的な制裁も行われていない。また同サイトは検問所において政府のデータベースの補完的役割を果たしている。2018年、ドイツ外務省はウクライナ政府にウェブサイトの削除を要請した。

## 概要

ミロトヴォレツのエンブレム（2014年から2022年まで使用）

このサイトは、ウクライナ保安庁ルハーンシク事務所の元職員で「ローマン・ザイツェフ」という通称でしか知られていない人物が主導するNGO「ミロトヴォレツ・センター」の活動を反映している。このウェブサイトは、ウクライナ政府の法執行・諜報機関であるウクライナ保安庁（SBU）によってキュレーションされているとされ、ウクライナ内務省顧問のアントン・ゲラシュチェンコによって宣伝された。スタッフの身元は秘匿されており、秘密の研究班がオープンソースインテリジェンスから収集・整理した情報と個人から秘密裏に提供される情報などを取捨選択している。 
ジョージ・トゥカによると、サイトの立ち上げ以来、このサイトは1,000人の逮捕につながったといい、トゥカはその中に他の方法では政府のデータベースにはない多くの協力者や連邦保安局で働く人々が含まれていると主張した。
センターとそのウェブサイトのスローガン（ラテン語）は、「Pro bono publico (公共の利益のために)」である。 ドンバス戦争中の2014年夏にトゥカと「ローマン・ザイツェフ」との会合後にミロトヴォレツ・センターはプロジェクトを進展させ始めた。本プロジェクトは、ボランティアグループ「ナロドニー・ティル」の活動の一部として2014年12月に立ち上げられた。
2016年5月7日、ウェブサイトは、ドンバスの政府の支配が及ばない地域で戦争で活動した（または活動するための認定を受けた）世界各国のジャーナリストおよびその他のメディアメンバーをテロリストと協力したとみなし、彼ら4508人分の個人情報を公開した。ミロトヴォレツが公開した情報には、ドネツク人民共和国国家安全保障省のハッキングされたデータベースから得た、ウクライナ人および外国人ジャーナリストの電話番号、電子メールアドレス、および居住国と都市が記載されており、ジャーナリストとサポートスタッフは、これらのデータを、未承認国家のドネツク人民共和国の活動認定を受けるために提供していた。この個人情報公開に対し、ウクライナ保安庁は、ミロトボレッツによるウクライナの法律違反は発見されなかったとの声明を発表した。ヒューマン・ライツ・ウォッチの上級研究員であるユリア・ゴルブノワによると、このリストが報道の自由に与える影響は深刻であり、リストの存在は生命を危険にさらしていると付け加えた。当時のウクライナ大統領であるペトロ・ポロシェンコは、このリークを「大きな過ち」だと呼んだ。

## 活動

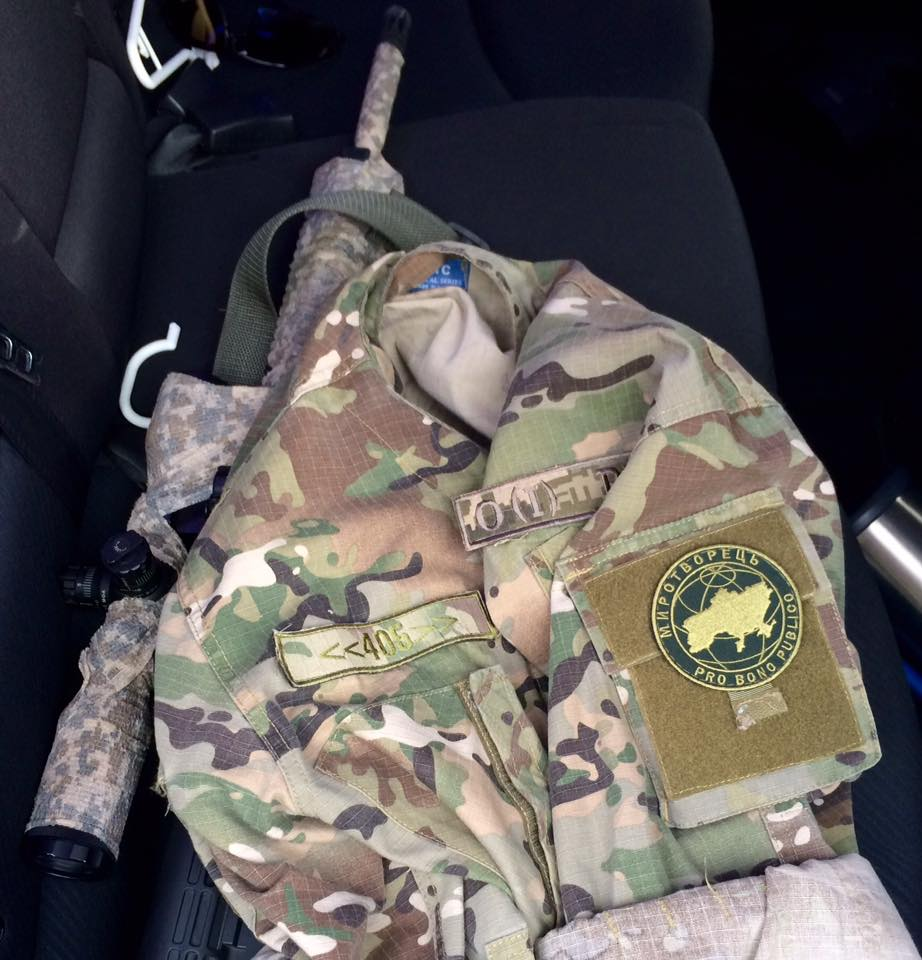
「ミロトヴォレツ」スタッフのコート

「ミロトヴォレツ」のリーダーは、センターの目的は、最終的にウクライナに平和と調和をもたらすために、行政当局に情報の提供とアドバイスを行うことであると述べている。センターはその活動において、ウクライナの領土における「分離主義者とテロリストの活動」の表現に特別な注意を払っている。 
「ミロトヴォレツ」は、判決を下す際にウクライナの裁判所によっても認められている。ウェブサイトで収集されたデータは、裁判前の調査の開始から本人の有罪判決まで、すべての段階で裁判所の決定に使用される。多くの判決では、裁判官は「ミロトヴォレツ」からの情報も重要な証拠として採用している。ウェブサイトの使用は、刑事事件だけでなく、民事訴訟および事実認定行為にも適用されている。2019年現在、サイトのデータは100件以上の訴訟で使用されている。
ミロトヴォレツは、クリミア関連の問題において度々人々をブラックリストに掲載している。ゲアハルト・シュレーダーは、クリミア併合が「いつか認識されなければならない現実」であると発言した後に追加された。ロジャー・ウォーターズは、ロシアがウクライナよりもクリミアに対する権利が多く持っている語った際に追加された。シルヴィオ・ベルルスコーニ、ロイ・ジョーンズ・ジュニア、そして多くのロシアのポップミュージックのスターが、ウクライナが違法な国境検問所と呼んでいるクリミアを訪問したことで追加された。
2015年10月、センターは「シリアと中東でのプーチンの犯罪」と題した特別なセクションを追加し、シリアでの作戦に関与したロシア軍人の個人情報を提供した。これはロシアメディアによると「シャーリア法に従って」「ISILがロシアのパイロットに復讐するのを助けるため」だという。ミロトボレッツの行動は、ロシア大統領府とロシアの軍事および特殊作戦の専門家から激しい反発を引き起こした。ウェブサイト「InformNapalm」で指摘されているように、この作戦の重要な要素は、ロシアの空軍基地「シャゴル」のSu-24の数とシリアで破壊された同型の航空機の数を比較することであった。作戦開始から数日後、ロシアのテレビは、動画撮影のためにシリアに拠点を置く軍用機の数を隠し始めた。情報が公開された後、ロシアの捜査委員会は、「テロへの公の呼びかけ」のためにアントン・ゲラシュチェンコに対して刑事手続きを開始した。 
2016年2月、センターのメンバーは、ドンバス戦争での武力紛争線を介した貨物の違法輸送に対する機動グループの作戦に参加した。 
ミロトヴォレツ・センターは、ウクライナでの武力紛争に親露派の分離主義者側で参加した外国人に関する情報を繰り返し提供している。 2016年3月上旬、センターが発行した資料により、ブルガリアの法執行当局は、ブルガリア市民であるジョージ・ブリズナコフに対する刑事手続きを開始した。他のブルガリア国民に関しても同様の資料が検討されている。  
サイトがさまざまなジャーナリストのデータを公開した後、ウクライナのオンブズウーマンのバレリヤ・ルトコフスカは、ウェブサイトとセンターの両方の閉鎖を要求した。 
2016年5月24日、ジャーナリスト保護委員会は、当時のウクライナ大統領のポロシェンコに公開書簡を送り、「アバコフ内務大臣の以前の声明に依らず、ミロトヴォレツで公表された根拠のない、損害を与える主張を非難し、ウクライナ内務省がジャーナリストの保護と彼らの脅迫に責任がある人々の逮捕に専念していることを公に明らかにする」ようポロシェンコに求めた。
2016年6月2日、駐キーウのG7大使は、ミロトヴォレツのウェブサイトでのジャーナリストの個人情報の開示について深い懸念を表明し、ミロトヴォレツチームに個人データを非公開にするよう求める共同声明を発表した。
2022年のロシアによるウクライナ侵攻後、ミロトヴォレツのサイトでは、ウクライナから盗まれ、主にセヴァストポリ港を通じて転売された穀物を追跡する「SeaKrime」イニシアチブを開始した。このイニシアチブは、2022年3月から4月にかけてロシアの占領地域から盗まれた20万トンの小麦を追跡することができた。SeaKrimeのデータに基づき、France Infoとルモンドが行った調査では、船がエジプトから拒否された後、盗まれた穀物の一部がシリアに向かったと追跡することができた 。

## リストに含まれる人々
センターの代表によると、2014年10月には4500人がリストに掲載されていた。2015年12月16日には7500人まで増加し、2015年1月には9000人、2015年4月13日には3万人、2015年10月には4万5000人、2016年3月21日までに5万7775人、2017年1月27日までに10万2千人以上、2019年8月23日までに18万7千人に増加した。最も完全なデータベースには、クリミアの住民が含まれている。 
2015年4月、ミロトヴォレツは、ウクライナの作家オレス・ブジナとヴェルホーヴナ・ラーダ（国会）の元議員オレグ・カラシニコフの自宅住所を公開し、数日後に2人は暗殺された。
2017年9月12日、ミロトヴォレツは、 ユーリヤ・ティモシェンコ（元ウクライナ首相で野党『全ウクライナ連合「祖国」』党首）をデータベースに追加した。追加理由としてミロトヴォレツは、「「ウクライナ国境の違法横断。ウクライナ国境を守る職務を果たしている国境警備隊へのグループ内部からの暴行。ウクライナの市民権を持たない者によるウクライナ国境の違法横断の準備への参加。社会的に重要な情報の改ざん」と述べている。
2017年9月、ウェブサイトは、クリミア大橋（ロシアとクリミア半島をつなぐ同国のプロジェクト）の建設に関与したロシア人労働者のリストを公開した。
2018年4月15日、シリアのバシャール・アル＝アサド大統領の名前がウェブサイトに追加された。
2018年9月、ミロトヴォレツは、ハンガリー市民権を不法に取得したザカルパッチャ州の住民がデータベースに含まれているとFacebookに投稿した。データベースには、ハンガリーのパスポートを取得したウクライナの公務員の地位にある者と地方議会のメンバー300人以上の名前が登録されていた。2018年10月11日、ハンガリーのシーヤールト・ペーテル外相は、「ウクライナ政府が、ウクライナとハンガリーの二重国籍疑惑の人物を掲載しているウェブサイトと何の関係もないというのは嘘だ」と述べ、ペトロ・ポロシェンコ大統領が「自身の人気を高める試みでこのヘイトキャンペーンを承諾している」と主張した。
2018年11月、元ドイツ首相のゲアハルト・シュレーダーが2014年のロシア連邦によるクリミア併合を擁護した後、ミロトヴォレッツはシュレーダーを「国家の敵」のリストに追加した。ドイツ外務省の広報担当官はこれに抗議し、ウクライナ政府にウェブサイトを削除するよう要請した。
同月、バレエダンサーのセルゲイ・ポルーニンがロシア国籍取得を公表する際に、Instagramで「ウクライナやグルジア、その他の国々で革命や戦争を引き起こす邪悪で恥知らずな人々に立ち向かうために、ロシアの市民となれたことをとても嬉しく思う」と発言したことから名前を追加された。
2022年ロシアのウクライナ侵攻を受け、ミロトヴォレツは「ウクライナの敵」リストに侵攻開始後に親ロシアの見解を表明していたオルバーン・ヴィクトル（ハンガリー首相）とゾラン・ミラノヴィッチ（クロアチア大統領）の名前を追加。
同年3月26日、ジャーナリストのマリーナ・オフシャンニコワが「侵略国のプロパガンダメディアの従業員」「ロシアへの制裁圧力を排除することを目的とした、クレムリンのプロパガンダ特殊作戦への参加」を理由にリストに追加された。
同年5月27日、元米国務長官のヘンリー・キッシンジャー（当時99歳）がリストに追加された。同年5月23日、世界経済フォーラム(ダボス)のスピーチで「ロシアと完全に敵対することはヨーロッパの安定を脅かす」と示唆したことによるもので、「ロシアのファシストのプロパガンダ」を広め、「ウクライナとその市民に対するロシア当局の犯罪の共犯者」として行動したとしている。